# Clitellio arenarius
Clitellio arenarius — вид малощетинкових червів родини Naididae ряду Haplotaxida. 

## Поширення
Вид зустрічається на півночі  Атлантичного океану біля берегів Європи та Північної Америки та у  Балтійському морі.

## Спосіб життя
Хробак мешкає на глибині до 130 м, переважно на піщаному  або кам'янистому дні.